# Наукова освіта
Наукова освіта (англ. science education) — освітня концепція, націлена на синергію освіти і науки, що базується на цілеспрямованій, переважно дослідницькій діяльності з метою формування дослідницької компетентності та наукової грамотності учнів. Засобами такого освітнього процесу є застосування сукупності наукових методів у процесі дослідження з метою здобуття нових знань, формування наукового типу мислення та розширення і поглиблення наукової картини світу, враховуючи вікові та індивідуальні особливості учнів. Стратегічними метами такої освіти є: виховання науково грамотних, свідомих та відповідальних громадян, а також підготовка нового покоління науковців, новаторів та винахідників.